# Ionel Manțog
Ionel Manțog (n. 15 februarie 1956) este un om politic român, membru al PD-L.
A fost liderul PD-L Gorj, a fost secretar de stat în Ministerul Economiei, în 2006, post pe care l-a pierdut din cauza unui dosar penal deschis de către procurorii anticorupție, finalizat cu neînceperea urmării penale.
Ionel Manțog a fost și director al Complexului Energetic Turceni și a demisionat din această funcție în martie 2009 invocând atât motive personale, cât și politice.
În fapt era vorba despre o serie de investigați făcute de DNA în legătură cu fonduri alocate de la bugetul Termocentralei Turceni.
Soția sa, Luminița Manțog, judecător la Tribunalul Gorj, a fost trimisă în judecată, fiind acuzată de procurorii anticorupție pentru fals în declarații, în scopul ascunderii unor fapte de corupție, după ce a omis să menționeze în declarația de avere că are un teren, despre care procurorii susțineau, în cursul anului 2007 că Ionel Manțog l-a obținut ilicit.
Luminița Manțog a fost achitată în 2009, printr-o decizie a Curții Supreme.

## Afaceri
Două rude ale lui Ionel Manțog dețin trustul Zonal Media din județul Gorj, care deține ziarul Pandurul și postul Gorj TV.
În plus, postul Radio Infinit este controlat tot de Manțog.

## Accidentul din noiembrie 2009
La data de 24 noiembrie 2009 a fost implicat într-un accident rutier pe raza localității Pieptani, comuna Câlnic.
Ionel Manțog a efectuat cu autoturismul BMW pe care îl conducea o depășire neregulamentară și a izbit în plin o ambulanță care circula din sens opus și avea semnalele luminoase în funcțiune.
În urma accidentului, o persoană a decedat, iar alte patru au fost rănite.
Ionel Manțog a fost anchetat de procurori pentru ucidere din culpă și vătămare corporală din culpă.

## Controverse
În perioada 2001-2002, Ionel Manțog, pe atunci director al direcției de resurse umane, legislație, restructurare și privatizare din cadrul Companiei Naționale a Lignitului Oltenia (CNLO), împreună cu șeful său, Ion Vulpe, au cumpărat la prețuri modice case și terenuri situate în mai multe comune din județul Gorj.
Cei trei știau că respectivele imobile urmează să fie expropriate pentru extinderea exploatărilor de lignit ale CNLO.
Manțog a cumpărat, în nume personal, respectiv prin intermediul soției sale și al cumnatei sale, trei imobile pentru 360 de milioane de lei vechi.
În schimbul lor, el a primit de la CNLO 4,14 miliarde de lei vechi.
Pe 9 iulie 2012, Ionel Manțog a fost condamnat la cinci ani de închisoare cu executare în dosarul strămutaților de lux, decizia fiind definitivă și a fost încarcerat în aceeași zi.
La data condamnării, Manțog își exercita mandatul de consilier județean.